# Cosa (torrente)
Il Cosa (Cose in friulano standard, Cosa in friulano occidentale) è un torrente del Friuli-Venezia Giulia, ultimo affluente di destra del fiume Tagliamento. Nasce da varie sorgenti nella zona del Monte Taiet, nel comune di Clauzetto, e scorre verso sud, attraversando i comuni di Castelnovo del Friuli, Travesio, Pinzano al Tagliamento e Sequals, scomparendo nel sottosuolo per poi riemergere a monte di Spilimbergo, confluendo nel Tagliamento in prossimità del paese di Cosa, tra il comune di San Giorgio della Richinvelda e Spilimbergo. L'ittiofauna comprende la trota marmorata, il temolo, il salmerino di fonte ed il gambero di fiume.